# قصبة بني ملال
قصبة أو قصر بني ملال هي معلمة تاريخية في مدينة بني ملال في المغرب. صنفتها وزارة الثقافة المغربية كمعلمة تاريخية وطنية.

## التسمية
للقصبة العديد من الأسماء مثل قصبة أو برج رأس العين أو قصبة بلكوش.

## التاريخ
تقع القصبة على قمة جبل بجوار عين أسردون والذي يمكن من رؤية سهل مدينة بني ملال.
قام السلطان العلوي مولاي إسماعيل ببناء القصبة لأول مرة سنة 1688 من أجل حماية المدينة من الغزاة.

## معرض الصور

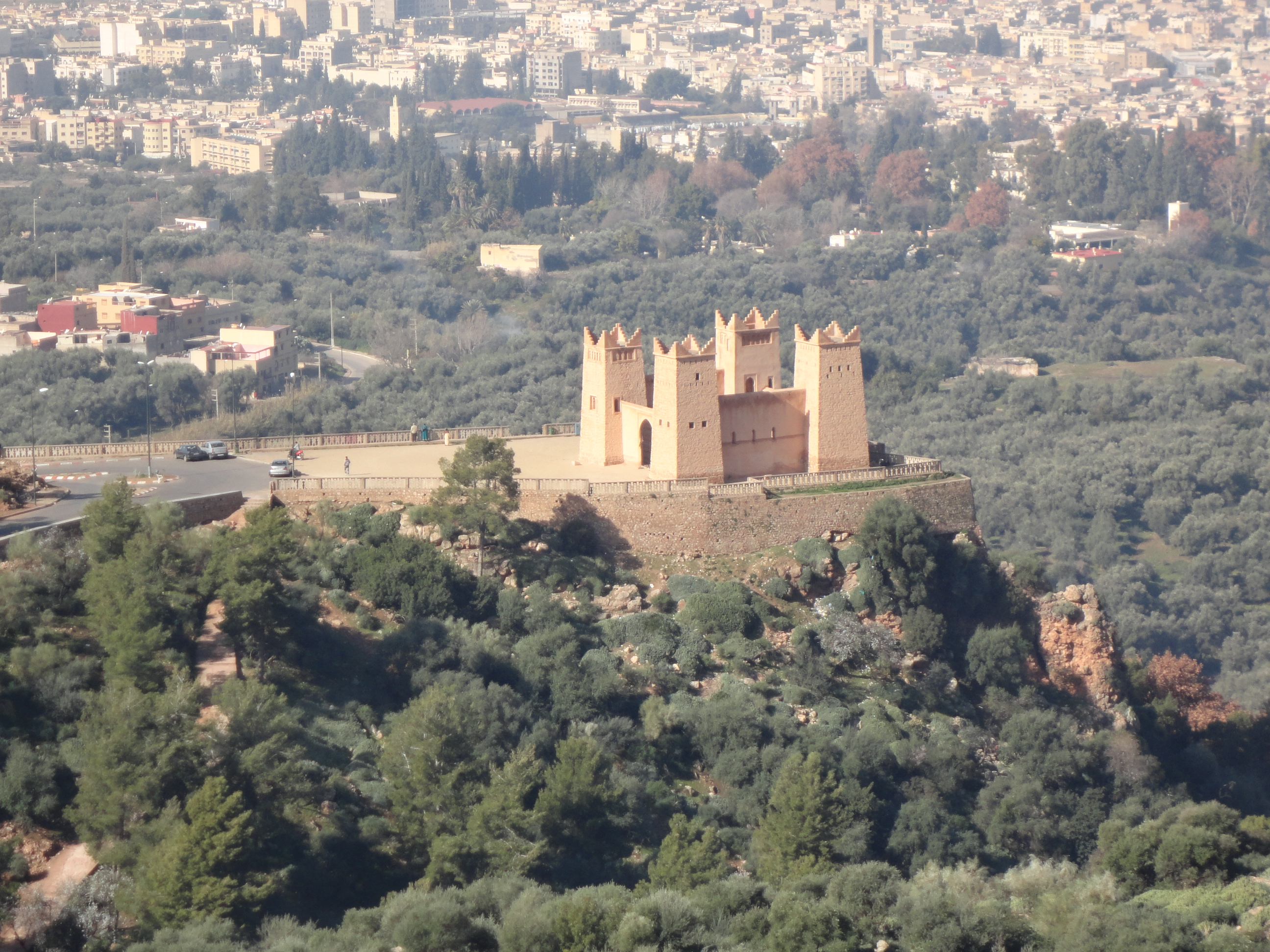
القصبة وسهل المدينة
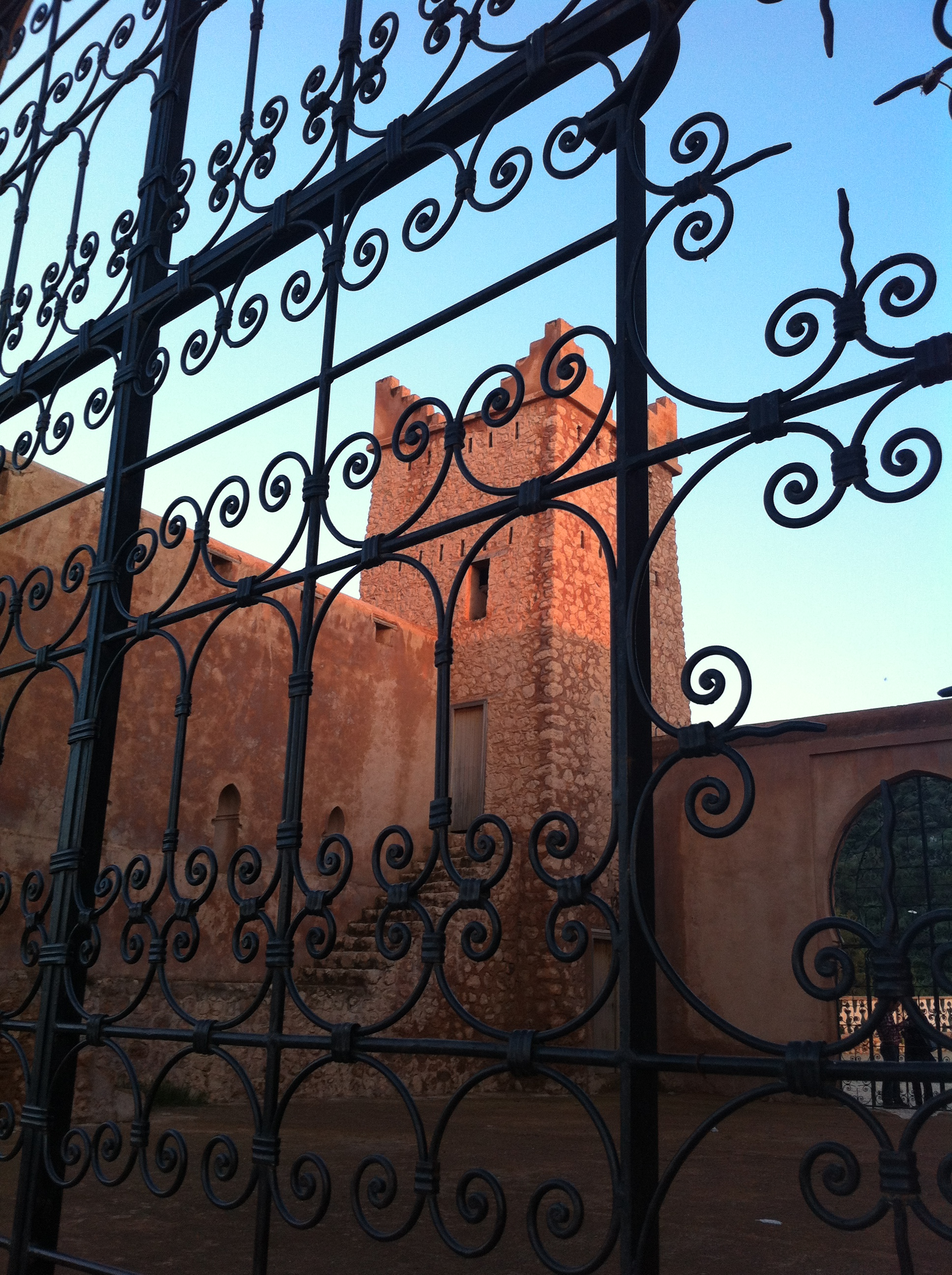
داخل القصبة
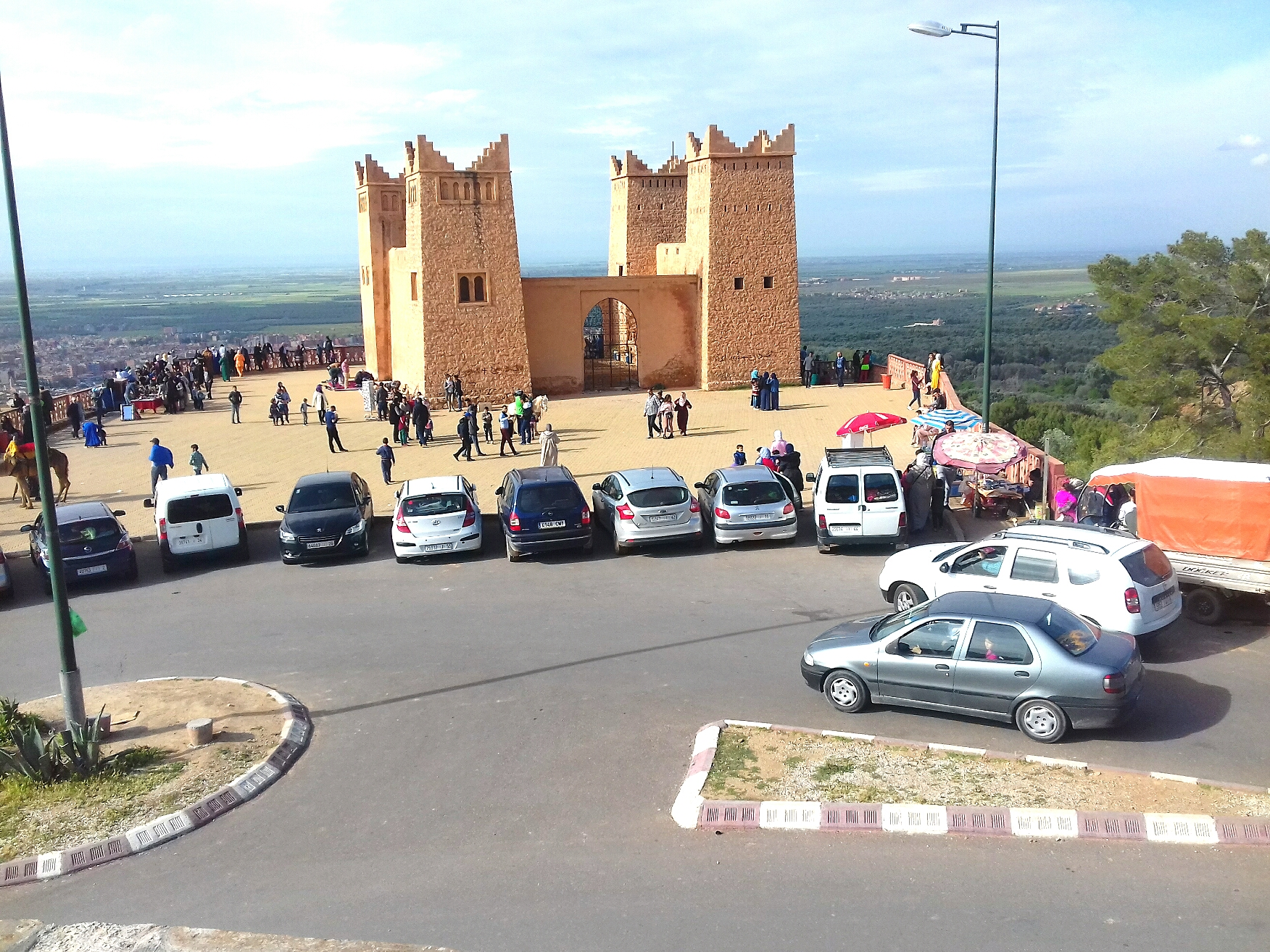
يمكن الوصول إلى القصبة بالسيارة